# Huang Zhong
Pour les articles homonymes, voir Huang.
Huang Zhong (148 – 220 ou 221 ou 222) est un général chinois lors de la fin de la dynastie Han et du début de la période des Trois Royaumes en Chine antique. Il occupa des positions sous les seigneurs de guerre Liu Biao, Han Xuan et Liu Bei. Ce fut toutefois au service de Liu Bei, sous les bannières du royaume de Shu, qu'il se fit une renommée grâce, entre autres, à sa fermeté, son courage et son excellente subordination.
Il fut l'un des « Cinq généraux tigres », titre décerné aux cinq généraux les plus prestigieux des Shu (avec Guan Yu, Ma Chao, Zhang Fei et Zhao Yun).
Dans la culture populaire le nom de Huang Zhong fait surtout référence à un général d'un âge avancé jouissant d'une extraordinaire forme physique.

## Biographie
Alors au service de Liu Biao, il fut nommé Général du Gentilhomme de la Maison et fut posté en garnison dans le comté de Youxian, dans le district de Changsha, avec Liu Pan. Après que la province de Jing eut été conquise par Cao Cao, Huang Zhong reçut le titre d’assistant-général, cette fois sous les rangs de Han Xuan, et continua d’assumer ses fonctions. Puis il se soumit à Liu Bei, lorsque ce dernier vint occuper le district de Changsha en l’an 208.
Il suivit donc Liu Bei dans la conquête de la province de Yi où il s’illustra par sa bravoure, notamment à Jiameng, étant toujours parmi les premiers à mener la charge au combat. Lorsque Liu Bei devint Protecteur de la province de Yi, Huang Zhong fut nommé « Général Qui Extermine les Lâches ».
Puis en l’an 219, il fut envoyé confronter les troupes ennemies de Xiahou Yuan à la montagne Dingjun. Il réussit à attirer l’ennemi dans la vallée et mena un assaut écrasant, tuant Xiahou Yuan. À la suite de cet exploit, il fut nommé « Général Qui Conquis l’Ouest ».
Plus tard au courant de l’année, Liu Bei se proclama roi de Hanzhong et Huang Zhong fut nommé Général de l’Arrière, ayant un statut égal à celui de Guan Yu, Zhang Fei, Ma Chao et Zhao Yun, faisant partie des « Cinq généraux tigres ». De plus, il fut fait marquis du domaine impérial.
L’année suivante, en l’an 220, Huang Zhong mourut et reçut le titre posthume de marquis de Gang.

## Son personnage dans le roman
Dans le roman Histoire des Trois Royaumes écrit par Luo Guanzhong au XIVe siècle, Huang Zhong fait figure d'un valeureux guerrier qui, malgré sa vieillesse, manifeste de nombreuses prouesses sur les champs de bataille et qui possède des talents légendaires d'archer. C'est d'ailleurs surtout par son identité romancée qu'il symbolise l'accomplissement en dépit de l'âge dans la culture populaire.

### Au service de Han Xuan
Au chapitre 53, lorsque Liu Bei envahit les districts du sud de la province de Jing, Guan Yu reçoit la tâche de prendre celui de Changsha. Huang Zhong est alors général sous le gouverneur de ce district, Han Xuan et est envoyé combattre l'ennemi. Sous-estimé par Guan Yu, les deux hommes s'affrontent dans un duel sans vainqueur. Puis le lendemain, après un autre duel serré, Guan Yu feint la fuite et Huang Zhong, qui le pourchasse, est projeté au sol à la suite de l'embûche de son cheval. Guan Yu décide d'épargner son adversaire.
Han Xuan propose donc à Huang Zhong d'utiliser ses talents d'archer pour vaincre Guan Yu. Toutefois, lorsque l'occasion se présente, Huang Zhong, incapable de tuer l'homme qui l'a épargné, fait semblant de tirer sur Guan Yu, puis atteint plutôt le casque de ce dernier. Enragé à son retour dans Changsha, Han Xuan le fait arrêter puis ordonne sa mise à mort pour trahison. Cependant, avant que le châtiment soit exécuté, Wei Yan vient sauver Huang Zhong et tue Han Xuan, puis livre sa tête, de même que la ville, à Guan Yu.
Liu Bei invite ensuite Huang Zhong à le servir et ce dernier accepte, demandant par contre la permission d'enterrer le corps de Han Xuan à l'est de la ville. Un poème à l'honneur de Huang Zhong se lit comme suit :
Sa force martiale lui fit gravir les Cieux,
Pourtant cette barbe grise se fit ligoter.
Résigné à mourir, il ne porta le blâme sur personne ;
La reddition lui fit baisser la tête dans la honte.
Son épée flambloyante faite pour défier le démon ;
Sa monture bardée, soufflant le vent, inspira son désir de combattre.
Le nom de ce noble héros défi l'oubli,
Poursuivant la lune orpheline au-dessus de la Xiang et de la Tan.

### La conquête de l'Ouest
Après avoir participé, aux côtés de Wei Yan, à repousser les troupes de Zhou Yu aux chapitres 55 et 56, Huang Zhong est nommé à la tête de l'avant-garde lorsque Liu Bei part à la conquête de la province de Yi au chapitre 60.
Lors de l'attaque de Luoxian, Huang Zhong et Wei Yan rivalise quant à savoir qui obtiendra le mérite pour sa prise. Wei Yan s'empresse alors d'attaquer le camp ennemi de Leng Bao, qui devait être pris par Huang Zhong, mais fut défait et tente de fuir. Se retrouvant dans une impasse et à la merci du commandant ennemi Deng Xian, Huang Zhong vient le secourir et tue ce dernier d'une flèche. Puis, continuant leur chemin vers Luoxian, Wei Yan se fait prendre à nouveau en souricière après que Pang Tong se soit fait tuer. Une fois de plus, Huang Zhong vient à sa rescousse et réussit à sécuriser leur position.
Zhuge Liang planifie ensuite un stratagème pour prendre la ville de Luoxian dans lequel Huang Zhong et Wei Yan anéantissent la cavalerie ennemie menée par Zhang Ren au cours d'une embuscade. À la suite de la mort de Zhang Ren, Luoxian tombe.
Peu après, au chapitre 65, Huang Zhong est envoyé prendre la ville de Mianzhu. Il combat alors Li Yan en duel et voyant qu'aucun des deux adversaires ne prend l'avantage du combat, Zhuge Liang rappelle Huang Zhong, qui doit faire demi-tour. Changeant de tactique, Zhuge Liang organise une embuscade utilisant Huang Zhong comme proie pour attirer Li Yan dans son piège. Conséquemment Li Yan se fait capturer et Mianzhu se soumet.
À la suite de ces prises, Liu Zhang capitule et remet le protectorat de la province de Yi à Liu Bei. Huang Zhong est alors nommé « Général Qui Conquis l’Ouest ».

### La prise du mont Tiandang et de la montagne Dingjun
Huang Zhong contribue grandement à la conquête de Hanzhong, point d'une importance stratégique cruciale pour les Shu, par les avancées dont le roman, de même que l'histoire, lui accorde le mérite.
Au chapitre 70, Huang Zhong se porte volontaire pour relayer la passe de Jiameng, attaquée par Zhang He. Alors dénigré sur son âge avancé par Zhuge Liang, il répond :
« Oui, je suis vieux. Mais ces deux bras peuvent encore porter un arc de trois cents livres. De même que mon corps possède mille livres de puissance! Croyez-vous que je ne peux me charger d'un type banal comme Zhang He ? »
Après une vive argumentation, il convainc Liu Bei et Zhuge Liang de lui laisser sa chance et part avec le général vétéran Yan Yan accomplir sa mission. N'étant davantage pris au sérieux par ses collègues que par ses ennemis, les deux vétérans sont plus déterminés que jamais. Après avoir feint la défaite pendant plusieurs jours, Huang Zhong mène une série d'attaques éclairs et écarte les troupes ennemies de l'ensemble de leurs positions en une seule nuit. Zhang He et ses hommes se réfugient alors au mont Tiandang où est postée une force considérable. Le général ennemi Han Hao vient alors combattre Huang Zhong, mais ce dernier le tue lors du premier échange, puis avec Yan Yan, il se met à la charge de la montagne. L'attaque s'avère un succès et les troupes ennemies de Zhang He sont contraintes d'abandonner leur position et s'enfuient vers la montagne Dingjun. Huang Zhong et Yan Yan s'emparent alors du mont Tiandang et fortifient les lieux.
Peu après cette avancée, en l'an 218, alors qu'il est question de mener l'assaut sur la montagne Dingjun, dernier rempart des forces de Cao Cao avant Hanzhong, Huang Zhong insiste pour être assigné à la tâche. Une fois de plus, la question de son âge refait surface, ce à quoi il répond à Zhuge Liang :
« À l'âge de quatre-vingt ans, Lian Po, le célèbre vétéran de Zhao, mangea un boisseau de grain et dix livres de viande chaque jour. Les seigneurs féodaux le craignaient tant qu'aucun n'osèrent franchir les frontières de son État. Et que dire à propos de moi ? N'ayant pas encore soixante-dix ans. »
Voyant sa détermination, Zhuge Liang lui remet les commandes, toutefois avec l'aide de Fa Zheng, qui agira à titre de superviseur militaire. Positionné sur la montagne Dingjun, le commandant ennemi Xiahou Yuan envoie son neveu Xiahou Shang combattre. Huang Zhong de son côté envoie Chen Shi au combat, qui se fait prendre prisonnier. À la suite de cet échec, Fa Zheng propose une tactique intitulée « inverser les rôles de l'hôte et de l'invité », qui permettra à Huang Zhong de prendre captif Xiahou Shang à son tour et d'échanger ce dernier contre Chen Shi.
Par après, il réussit à occuper le sommet d'une montagne voisine à celle de Dingjun, forçant ainsi Xiahou Yuan à venir l'attaquer. Profitant de la fatigue des troupes ennemies, Huang Zhong, à la tête de ses hommes, mène une puissante charge en dévalant la pente. Xiahou Yuan tombe alors sous la lame de ce dernier. L'assaut de la montagne Dingjun est alors sonné et celle-ci tombe rapidement aux mains de Liu Bei.
Un poème ventant les prouesses de Huang Zhong apparaît comme suit au chapitre 71 :
Il fit face à l'ennemi, bien que vieux et grisonné,
Mais, O, quel superbe puissance fut exposée !
Son bras tendant l'arc qui lui sert ;
Il fonça avec sa lame blanche comme la neige.
Son cri viril, le rugissement d'un tigre !
Un dragon ailé, son cheval volant !
La tête de Yuan gagna son ample gloire,
Puisqu'il contribua au domaine impérial.
À la suite de sa victoire, Liu Bei le nomme « Général en Chef Qui Conquis l’Ouest » et un grand banquet est célébré en son honneur. Peu après, il occupe les positions de Cao Cao sur la rivière Han avec Zhao Yun, s'emparant des grains et fourrages dans les camps ennemis.

### La bataille de Yiling
Tel que relaté dans les récits historiques, Huang Zhong est honoré à titre de l'un des « Cinq généraux tigres » lorsque Liu Bei s'accorde le titre de roi de Hanzhong au chapitre 73.
Toutefois, il semble que dans son œuvre, Luo Guanzhong ait prolongé la vie de Huang Zhong en le faisant participer à la bataille de Yiling en l'an 222, soit deux ans après la mort historique de Huang Zhong. Ainsi, lorsque Liu Bei part dans une expédition contre les Wu au chapitre 81, Huang Zhong est assigné à l'avant-garde de l'armée.
À la suite des exploits des jeunes généraux Guan Xing et Zhang Bao, Liu Bei s'exclame :
« Les commandants m'ayant suivi depuis les jeunes années se font vieux ; ils ne sont plus d'une grande utilité. Mais maintenant que j'ai de tels splendides héros comme le sont mes neveux, Sun Quan ne m'inquiète plus ! »
Offusqué par ces propos, Huang Zhong part à Yiling combattre les Wu aux premières lignes. Confrontant le commandant ennemi Pan Zhang, il tue son lieutenant Shi Ji lors d'un bref échange. Pan Zhang se précipite alors sur Huang Zhong et les deux hommes combattent férocement en duel. Avec fureur, Huang Zhong gagne le dessus et Pan Zhang fuit les champs de bataille.
Après cette réussite, Guan Xing et Zhang Bao lui proposent leur assistance et l'incitent à retourner à son camp, choses que Huang Zhong refuse. Il poursuit donc son attaque seul et se fait prendre dans un embuscade où il est atteint à l'aisselle d'une flèche tirée par Ma Zhong. Alors que l'étau se resserre sur Huang Zhong, ce dernier se fait secourir par Guan Xing et Zhang Bao, qui le ramène au camp. Dans un état critique, Huang Zhong succombe peu après de ses blessures. Pleuré par Liu Bei, son corps est envoyé à Chengdu où il est enterré.
Un poème mettant en valeur les mérites de Huang Zhong se lit enfin comme suit :
Huang Zhong, général vétéran par excellence,
Gagna un vaste renom dans la conquête de Shu.
Il porta encore sa cotte de mailles annelée et dorée ;
Ses mains robustes purent tendre un arc d'acier.
Viril à la guerre, il maintint le Nord dans la peur ;
Ses prodiges firent soumettre la sphère de l'Ouest.
Bien qu'à la fin sa tête fut blanche comme la neige,
Il sut se montrer un héros a fortiori.